# القمبر العالي (ريمة)

تعديل مصدري - تعديل

القمبر العالي أو قرية القمبر العالي  هي إحدى قرى عزلة بني واقدالواقعة ضمن  مديرية الجعفرية التابعة لمحافظة ريمة، بلغ تعداد سكانها (786) نسمة حسب تعداد اليمن لعام 2004.

## المحلات التابعة للقرية
- المضناي
- المفربة
- المصبحي
- الشرف
- الجوره
- السهل

## روابط خارجية
- الدليل الشامــل